# Miazga (rzeka)
Miazga – rzeka w Polsce, w województwie łódzkim, o długości 29 km, lewy dopływ rzeki Wolbórki. 
Miazga po raz pierwszy została wspomniana w źródłach pisanych pod rokiem 1511 jako Miascha. 
Inne odcinkowe lub historyczne nazwy rzeki: Będkówka (1880), Kurowska Rzeka (1586–1615), Kurówka (1822–1843). 
Miazga "wyłamuje" się z podstawowego podziału łódzkich rzek na zlewnie Neru i Bzury. 
Ma obfite źródła wysiękowe przy wsi Sąsieczno, ale zbiera wody wiosenne i opadowe z doliny koło Łodzi-Nowosolnej. Płynie przez wsie Bedoń, Justynów, Zieloną Górę, Bukowiec, Karpin, Kurowice, Kotliny i Zamość. Po przepłynięciu 29 km wpada do Wolbórki na kilometr przed linią kolejową Koluszki – Piotrków Trybunalski pomiędzy wsiami Prażki i Zamość niedaleko od Będkowa.
Najdalsze źródła rzeki znajdują się w Łodzi, w Nowosolnej, w pobliżu ulicy Wiączyńskiej. W granicach miasta (około 5,3 km) koryto rzeki znajduje się na wschodnim skraju dzielnicy Widzew, zanika odcinkami na obszarze ulicy Wiączyńskiej. Miazga jest częściowo ujęta w kanał rurowy. Stały przepływ wody na terenie miasta Łodzi występuje tylko na krótkim odcinku w rejonie Sąsieczna, na północ od Andrzejowa.

## Literatura
- Waldemar Bieżanowski, Łódka i inne rzeki łódzkie, ISBN 83-88638-13-0, Łódź 2003: Towarzystwo Opieki nad Zabytkami. Oddział w Łodzi, s. 74-75.
- Jerzy Duma, Gewässernamen im rechten Zuflussgebiet der Weichsel zwischen Pilica und Brda (Nazwy wodne w zlewisku lewych dopływów Wisły od Pilicy po ujście Brdy), Lieferung 14, Stuttgart 1999: Franz Steiner Verlag, s. 49.
- Jerzy Duma, Nazwy rzek lewobrzeżnego Mazowsza z całym dorzeczem Pilicy, Warszawa 1999: Towarzystwo Naukowe Warszawskie, s. 50, 99, 100.
- Jadwiga Moszczyńska, Hydrologia dorzecza Wolbórki, Acta Geographica Lodziensia 46, Wrocław, Warszawa, Kraków, Gdańsk, Łódź 1986: Zakład Narodowy imienia Ossolińskich, Wydawnictwo PAN.
- Z biegiem łódzkich rzek, teksty i zdjęcia: Ryszard Bonisławski, Łódź 2010: Urząd Miasta Łodzi (publikacja zawiera mapę hydrograficzną Łodzi, 9 wkładek omawiających rzeki łódzkie i twarde opakowanie).